# Kyffhäuserhütte Artern

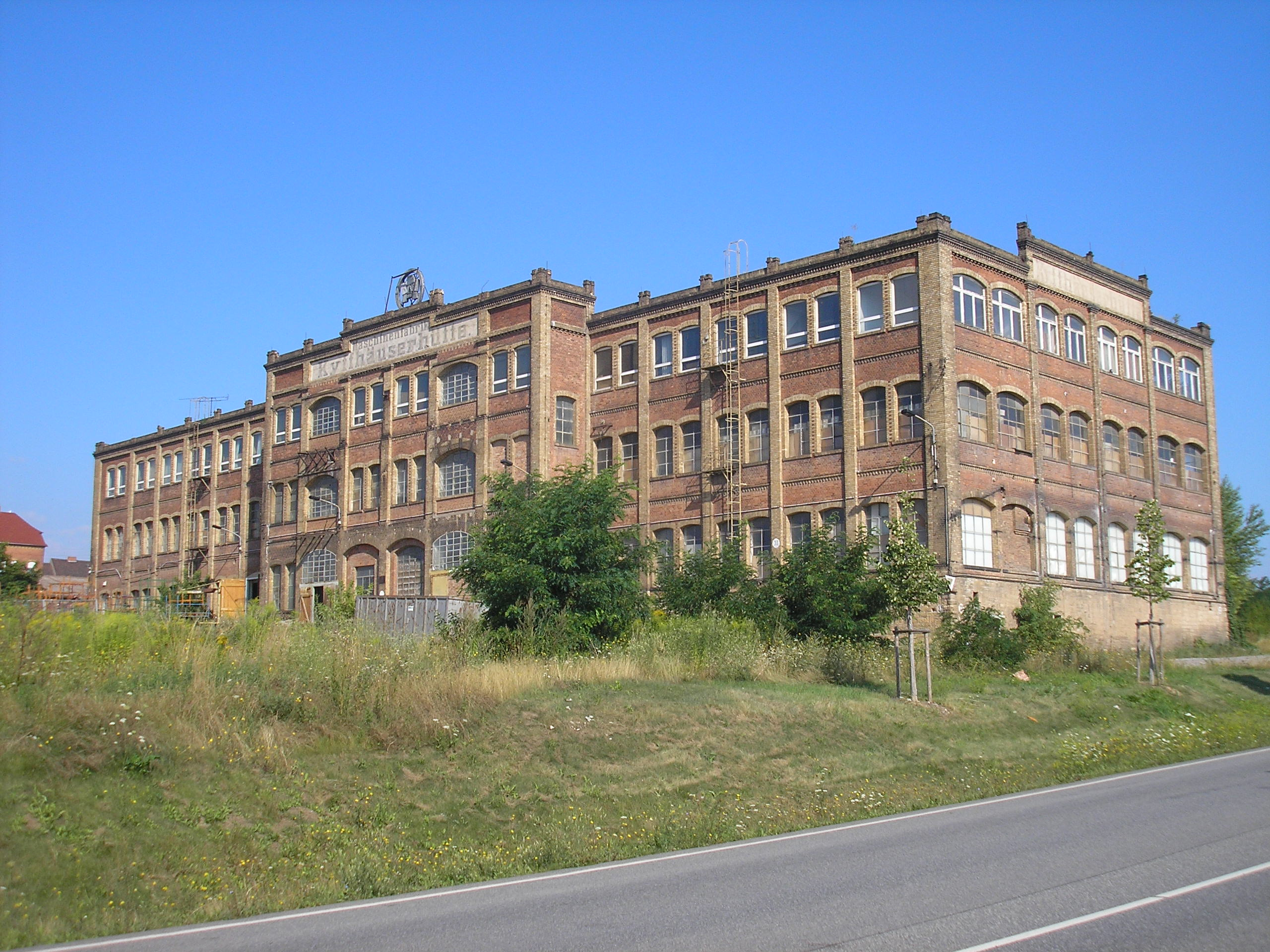
Die ehemalige Maschinenfabrik Kyffhäuserhütte in Artern (2010)

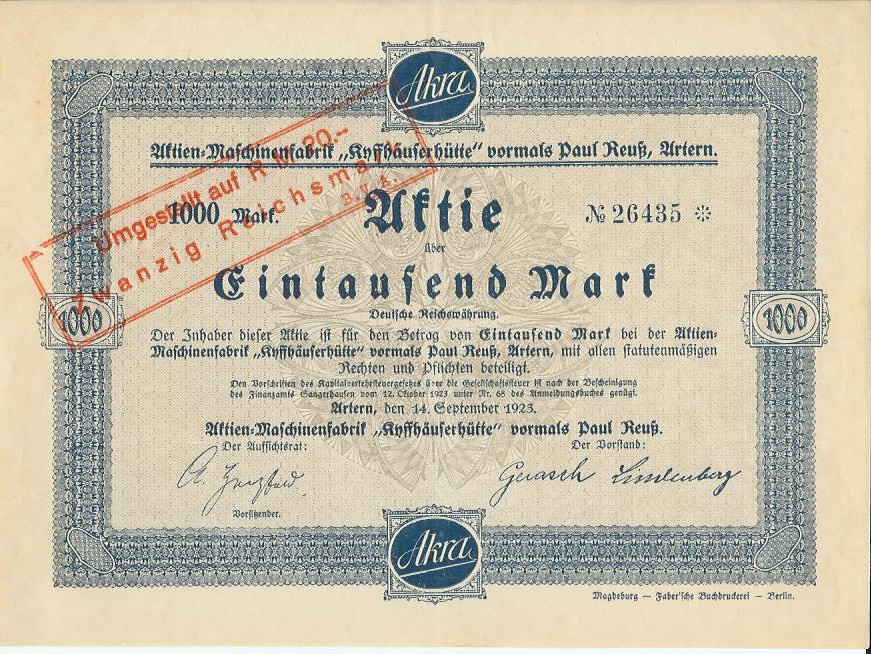
Aktie der Aktien-Maschinenfabrik Kyffhäuserhütte vom 14. September 1923 über 1000 Mark

Die Kyffhäuserhütte Artern war ein Unternehmen des Maschinenbaus in Artern/Unstrut (Thüringen).

## Geschichte
Die Geschichte der Kyffhäuserhütte geht zurück auf das 1881 als Blech- und Kupferschmiede gegründete Unternehmen des Thüringer Industriellen Paul Reuss, der auch die Eisenacher Hörselwerke gründete und Anteile an der Porzellanfabrik Stadtlengsfeld besaß. Bereits Mitte der 1880er Jahre wurde in diesem Unternehmen mit der Herstellung von Landmaschinen begonnen, unter denen sich zunächst die Futterdämpfer und ab Mitte der 1890er Jahre auch die Milchzentrifugen zu einem Schwerpunkt entwickelten. 1897 wurde die inzwischen auf etwa 500 Beschäftigte gewachsene Reuß’sche Maschinenfabrik in eine Aktiengesellschaft mit dem Namen „Kyffhäuserhütte Artern“ umgewandelt. Paul Reuss führte sie  bis 1915 und trat dann aus gesundheitlichen Gründen zurück.
Durch Erweiterung des Produktionsprogramms, zu dem zeitweise auch Verbrennungsmotoren und Motor-Tragpflüge gehörten, sowie durch einige Firmenübernahmen wuchs das Unternehmen in den ersten Jahrzehnten des 20. Jahrhunderts weiter und hatte 1938 mehr als 1000 Beschäftigte.
In beiden Kriegen dominierte die Rüstungsproduktion. Im Ersten Weltkrieg waren das vor allem Granaten und Feldküchen, im Zweiten Weltkrieg unter anderem Flak-Geschützlafetten 2cm, Sonderanhänger für Lafetten, Riegelminen, Gewehrreinigungsgeräte und Granaten.
Ende 1945 kam der weitgehend unbeschädigte Betrieb unter die Verwaltung sowjetischer Besatzungsorgane und erhielt die Firmenbezeichnung „Maschinenfabrik der SAG Transmasch – vormals Kyffhäuserhütte Artern“. Unter diesen Bedingungen blieb das Unternehmen von einer Demontage verschont und entwickelte sich in den ersten Nachkriegsjahren auf der Grundlage seiner traditionellen Erzeugnisse, die (wie vor dem Krieg) unter dem Markennamen AKRA verkauft wurden, sehr gut. 1950 hatte es fast 1400 Beschäftigte.

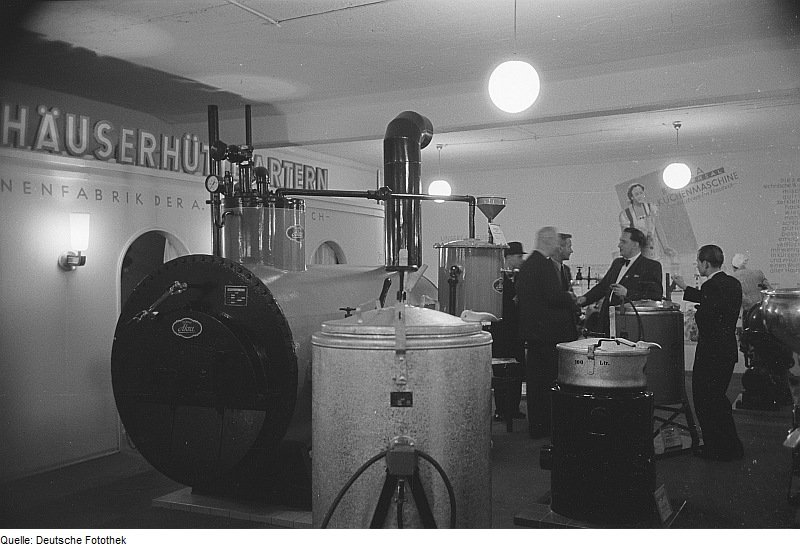
Messestand des VEB Kyffhäuserhütte Artern auf der Leipziger Herbstmesse 1951

1952 wurde das Unternehmen an die DDR übergeben und in den Volkseigenen Betrieb Kyffhäuserhütte Artern umgewandelt. Er gehörte zunächst zum Bereich Nahrungsgütermaschinenbau, wurde jedoch bereits 1953 der VVB Land-, Bau- und Holzbearbeitungsmaschinen zugeordnet. 1958 erfolgte ein Wechsel zur VVB Nahrungsgütermaschinenbau (Nagema). Mit der Fusion von Land- und Nahrungsgütermaschinenbau im Jahre 1970 wurde die Kyffhäuserhütte Artern ein Betrieb des Kombinates Impulsa Elsterwerda und mit der Kombinatsbildung 1978 ein Betrieb des Kombinates Fortschritt Landmaschinen. Die Kyffhäuserhütte Artern hatte 1970 etwa 2000 und 1978 etwa 2500 Beschäftigte. 1984 kam sie erneut zum Nahrungsgütermaschinenbau (Kombinat Nagema).
1990 kam das Unternehmen mit seinen etwa 3000 Beschäftigten unter die Verwaltung der Treuhandanstalt und wurde in eine GmbH umgewandelt. 1992 kaufte die SÜDMO Schleicher AG Riesbürg die Kyffhäuserhütte Artern GmbH mit ihren etwa 400 Beschäftigten. Letztere meldete 1998 Konkurs an. 1999 wurde an gleicher Stelle die Kyffhäuser Maschinenfabrik Artern GmbH neu gegründet; sie produziert hauptsächlich Separatoren.

## Erzeugnisse
Das Unternehmen begann mit Reparaturarbeiten an Maschinen und Ausrüstungen für Brennereien, Brauereien und Zuckerfabriken. Die ersten eigenen Erzeugnisse waren Mitte der 1880er Jahre Futterdämpfer sowie Kartoffelwäscher und -quetscher.
Neben der Weiterentwicklung dieses Programms, darunter die kombinierten Dämpfquetscher und Kippdämpfer, kamen ab Mitte der 1890er Jahre die Milchentrahmungsmaschinen, die unter den Namen KAHA, Planet und Zenit vermarktet wurden. Weitere Erzeugnisse dieser Zeit waren Niederdruck-Dampfkessel und Düngermühlen.
Anfang des 20. Jahrhunderts wurde das Erzeugnisprogramm durch Bodenbearbeitungsgeräte, Heu- und Strohgebläse, Futteraufbereitungsmaschinen, Schrotmühlen und Jauchepumpen erweitert. 1905 begann der Bau von Verbrennungsmotoren. Im Zeitraum von 1912 bis 1927 wurden von der Kyffhäuserhütte Artern verschiedene Modelle Motortragpflüge mit der Typenbezeichnung „AKRA“ entwickelt und produziert, die zunächst mit 80 PS-Motoren und später mit 30 PS-Motoren ausgestattet waren.
Nach 1945 wurden die Land- und Molkereimaschinenprogramme wieder aufgenommen und erweitert. Dazu gehörten bei den Landmaschinen u. a. Jauchefässer, fahrbare Dämpfkolonnen, Kartoffelwäscher, Elektrodämpfer und Heuwerbungsmaschinen und bei den Molkereimaschinen u. a. Milchseparatoren, Milchkannenwaschmaschinen, Butterfertiger, Plattenwärmetauscher und Großzentrifugen.
Ende der 1950er Jahre erfolgte die Einstellung der Landmaschinenprogramme. Ab diesem Zeitpunkt wurden Entwicklung und Produktion von Maschinen und Ausrüstungen für die Milchindustrie zum Schwerpunkt des Unternehmens und in der Folgezeit zu einem international anerkannten hohen Niveau mit hohen Exportraten geführt. Schwerpunkte dabei waren die Milchkühlanlagen mit Wärmerückgewinnung (Lager- und Durchlaufkühlung) und die automatisierten Milchverarbeitungsanlagen. Die Separatoren und Pumpen der Kyffhäuserhütte Artern kamen auch in anderen Bereichen der Lebensmittelindustrie und Flüssigkeitsaufbereitung zur Anwendung.
Daneben waren weitere Produktionsschwerpunkte des Unternehmens ab Mitte der 1960er Jahre die Netzbanddurchlauföfen für Großbäckereien und die Schneidwerke des selbstfahrenden Schwadmähers des Kombinates Fortschritt Landmaschinen ab 1982.